# Chengannur
Chengannur è una suddivisione dell'India, classificata come municipality, di 25.391 abitanti, situata nel distretto di Alappuzha, nello stato federato del Kerala. In base al numero di abitanti la città rientra nella classe III (da 20.000 a 49.999 persone).

## Geografia fisica
La città è situata a 9° 19' 60 N e 76° 37' 60 E e ha un'altitudine di 6 m s.l.m..

## Società

### Evoluzione demografica
Al censimento del 2001 la popolazione di Chengannur assommava a 25.391 persone, delle quali 12.087 maschi e 13.304 femmine. I bambini di età inferiore o uguale ai sei anni assommavano a 2.330, dei quali 1.203 maschi e 1.127 femmine. Infine, coloro che erano in grado di saper almeno leggere e scrivere erano 22.407, dei quali 10.695 maschi e 11.712 femmine.